# Tre cuori e tre leoni
Tre cuori e tre leoni (Three Hearts and Three Lions) è un romanzo fantasy di Poul Anderson del 1961, espansione di un racconto breve comparso su Fantasy & Science Fiction nel 1953.

## Trama
Holger Carlsen, un ingegnere che ha studiato negli Stati Uniti, si unisce alla resistenza danese per combattere il nazismo durante l'occupazione della Danimarca nella seconda guerra mondiale. Dopo essere stato ferito in uno scontro a fuoco si risveglia in un universo parallelo in cui le leggende della mitologia nord europea sono reali. In questo mondo è diviso tra le forze del Caos che abitano la "Terra di Mezzo" (che include Faerie) e quelle della Legge fondate sul mondo umano, a sua volta diviso tra il Sacro Romano Impero e i Saraceni. Trova vicino a lui ad attenderlo l'equipaggiamento da cavaliere medievale completo di armi ed armatura e un cavallo. Lo scudo è adornato con il disegno di tre cuori e tre leoni. Scopre che gli abiti e l'armatura gli adattano perfettamente e che sa come usare le armi medievali e cavalcare il cavallo.
Mentre cerca un modo di tornare al suo mondo, si uniscono a lui Alianora, una fanciulla cigno e Hugi, un nano. Vengono catturati dal Duca Alfric di Faerie che cerca di imprigionare Holger in una collina elfica. Mentre è prigioniero Holgere apprende che il suo nemico è Morgan Le fay, sua amante in una passata vita dimenticata. Il gruppo riesce a fuggire e dopo aver incontrato un drago, un gigante e un licantropo raggiunge la città di Tarnberg, dove a loro si unisce Carahue, un misterioso saraceno alla ricerca proprio di Holger. Su consiglio del mago Martinus Trismegistus, partono alla ricerca della spada Cortana. La spada si trova in una chiesa in rovina, sorvegliata da un nixie, cannibali delle colline e un troll. Una volta recuperata la spada Holger scopre di essere il leggendario Ogier il Danese, un campione della Legge. Sconfigge le forze del Caos e viene riportato nel suo mondo. Tenta comunque di ritornare nel mondo fatato per riunirsi con Alianora di cui si è innamorato.

## Fonti
Il romanzo è un pastiche di storie interconnesse. È basata sul corpo delle leggende dell'Europa Settentrionale inclusi Ogier il Danese, il Ciclo carolingio, la Materia di Britannia, Oberon (il Duca Alfric nel romanzo), la mitologia germanica e la magia tradizionale. Usa anche sorgenti letterarie correlate come La regina delle fate di Edmund Spenser, Sogno di una notte di mezza estate di William Shakespeare, la poesia Tam o' Shanter di Robert Burns e Un americano alla corte di re Artù di Mark Twain. Ci sono anche riferimenti a Lo Hobbit di J. R. R. Tolkien (Bosco Atro e i warg).
La linea di divisione tra l'Impero nell'Occidente e il minaccioso regno fatato a Oriente sembra rispecchiare la linea di divisione tra il blocco orientale e quello occidentale che divideva l'Europa all'epoca della guerra fredda.

## In altre opere
Incapace di tornare al suo mondo originario, Holger ricompare come personaggio minore in un altro romanzo di Anderson Tempesta di mezza estate. Inoltre compare (insieme ad altri personaggi della fantascienza classica) nel torneo al termine del romanzo Il numero della bestia di Robert A. Heinlein.

## Influenza
Il romanzo influenzò il gioco di ruolo, Dungeons & Dragons, specialmente il sistema originale dell'allineamento che divideva tutte le creature tra "Legge" e "Chaos", la versione originale della classe del Paladino, dei Troll, della fanciulla cigno e dei nixie.
Il romanzo influenzò anche la cosmologia del ciclo di Elric di Melniboné di Michael Moorcock.

## Premi
Il racconto del 1953 fu nominato per il Retro Hugo.

## Edizioni italiane
Il racconto breve è stato pubblicato in italiano nel 1955, diviso in due puntate sui numeri 6 e 7 della rivista Fantascienza della Garzanti Editore.
Il romanzo fu tradotto da Roberta Rambelli e pubblicato nel 1971 sul numero 153 della collana Galassia della La Tribuna e ristampato nel 1979 dalla Editrice Nord nel numero 29 della collana Fantacollana.
Nel 1992 la Editrice Nord lo pubblicò nuovamente nella collana Tascabili Fantasy con una nuova traduzione di Riccardo Valla, ristampata nel 1996 nella collana Narrativa Nord.